# Андреев, Александр Фёдорович (физик)
Алекса́ндр Фёдорович Андре́ев (10 декабря 1939, Ленинград — 14 марта 2023) — российский физик-теоретик, академик РАН (1987; член-корреспондент АН СССР c 1981), Доктор физико-математических наук. Профессор МФТИ с 1979.

## Биография
Вице-президент Российской академии наук (1991—2013). Председатель Научного совета РАН по физике низких температур. Член Отделения физических наук РАН (академик-секретарь Отделения с 2002 по 2008 гг.). Член Президиума Российского Пагуошского комитета (2009—2014).
Директор Института физических проблем им. П. Л. Капицы РАН (с 1990 по 2017).
Главный редактор «Журнала экспериментальной и теоретической физики». Главный редактор журнала «Природа».
Окончил радиофизический факультет МФТИ (1961). В 1959 успешно сдал «теорминимум» Л. Д. Ландау. А. Ф. Андреев был последним студентом, которого Ландау принял в свою группу.
Внук — Александр Грищук, российский шахматист, гроссмейстер.
В 1995-2012 годах был членом комиссии по государственным наградам при Президенте РФ.
Скончался 14 марта 2023 года.

## Направления исследований
Основные научные труды посвящены физике низких температур и физике твёрдого тела, сверхпроводимости, статистической физике.
Построил теорию промежуточного состояния сверхпроводников. Теоретически предсказал андреевское отражение — эффект отражения переносящей заряд в нормальном металле квазичастицы от границы со сверхпроводником.
Построил теорию квантовых кристаллов (совместно с И. М. Лифшицем), предсказал явление квантовой диффузии, а также квантовую адсорбцию примесей на поверхности жидкого гелия и поверхностный второй звук.
Решил общую задачу об особенностях термодинамических величин в точке фазового перехода I рода. Предсказал явление сверхкристаллизации квантовых кристаллов и существование волн плавления и кристаллизации, открытых экспериментально в твердом гелии.

## Признание
- член-корреспондент Академии наук СССР (1981)
- Ленинская премия (1986)
- действительный член Академии наук СССР (1987)
- Carus-Medaille[нем.] Леопольдины (1987)
- Мемориальная премия Саймона (1995)
- Орден «За заслуги перед Отечеством» III степени (1999) — за большой вклад в развитие отечественной науки, подготовку высококвалифицированных кадров и в связи с 275-летием Российской академии наук[7]
- Золотая медаль имени П. Л. Капицы (РАН) (1999)
- Командор Ордена Заслуг перед Республикой Польша (2001)[8][9]
- иностранный член Академии наук Грузии (2002)
- Международная премия ИТЭФ им. И. Я. Померанчука (2004)
- Премия Джона Бардина (2006)
- Орден «За заслуги перед Отечеством» IV степени (2010)[10]
- Демидовская премия (2011)[11]

## Статьи и книги
- Александр Фёдорович Андреев в журнале «Успехи физических наук»